# Cutinelli
Cutinelli è una frazione del comune campano di Pomigliano d'Arco, nella città metropolitana di Napoli. Ha una popolazione di 222 abitanti e rappresenta un'enclave nel territorio comunale di Sant'Anastasia.

## Storia
Nota anche come Masseria Cutinelli, la frazione trae origine da una masseria. Nella seconda metà del XX secolo si sviluppa urbanisticamente al pari degli insediamenti vicini, e si costituisce maggiormente di piccole palazzine e alcune fabbriche, per lo più legate al vicino stabilimento dell'Alfa Romeo.

## Geografia fisica
L'abitato si sviluppa sulla strada provinciale SP9 Sant'Anastasia-Pomigliano d'Arco, che prende il nome di Via Pomigliano, e dista da entrambe le cittadine circa 2,5 km. Cutinelli costituisce un'exclave pomiglianese, circondata dal territorio comunale anastasiano, ed è urbanisticamente contigua con le frazioni Cavallaro-Li Dottori (a nord), Ponte di Ferro (a sud), Guadagni (ad ovest), e Starza Vecchia (ad est). La strada su cui sorge il grosso delle abitazioni è l'omonima Via Eugenio Cutinelli.

## Infrastrutture e trasporti
La frazione, attraversata da sud a nord dalla SP9, è situata a meno di 2 km dalla Strada statale 268 del Vesuvio (uscita "Sant'Anastasia"), ed è molto vicina alla Strada Statale 162 dir (uscita "Sant'Anastasia-Paesi Vesuviani"). A sud-est si dirama la Strada Rosanea, che la collega alla vicina Starza e a Fornari, frazione di Somma Vesuviana. A poca distanza vi è il casello "Pomigliano d'Arco" dell'Autostrada A16.
Attraversata dalla ferrovia ad alta velocità a monte del Vesuvio, Cutinelli conta come scali ferroviari più vicini Pomigliano d'Arco (a nord) e Sant'Anastasia (a sud), entrambi parte dell'ex Circumvesuviana. La frazione è altresì servita dalle linee di autobus Pomigliano-Sant'Anastasia (A86) e Pomigliano-Portici (M54).